# جهان ممکن
جهان ممکن به مجموعه گزاره‌های سازگاری گفته می‌شود که به ازای هر گزاره در زبان، آن گزاره یا نقیضش عضوی از آن مجموعه است. در فلسفه و منطق از آن برای بیانِ عبارت‌های وجهی بهره می‌برند.
در زندگی روزمره اغلب ما باور داریم که چیزهای اطراف ما می‌توانند یا می‌توانستند متفاوت باشند. برای نمونه اگر جهان واقع را یک جهان ممکن بگیریم، جهان ممکن دیگر می‌تواند مانند همین جهان باشد ولی در آن شما به جای این صفحه در حال مطالعه مدخلی دیگر هستید. جهان می‌تواند به بی‌نهایت شکل متفاوت از چیزی باشد که هست. جهان واقع یکی از بی‌نهایت جهان‌های ممکن است. هر دو جهان ممکن در چیزی با یکدیگر در تناقضند و هر جهان ممکن با تمام جهان‌های ممکن دیگر به نحوی متفاوت است.
هنوز دربارهٔ هستی‌شناسی جهان‌های ممکن از نظر فلسفی توافقی وجود ندارد و موضوعی بحث‌برانگیز است.